# Lego Boost
Lego Boost est une gamme du jeu de construction Lego débutée en 2017, à destination des enfants. Elle a pour but de faciliter leur apprentissage de la programmation informatique. Elle développe en parallèle des applications pour mobiles qui permettent de contrôler facilement les robots à construire via des algorithmes à développer soi-même.
Deux ensembles sont commercialisés pour huit robots, l'un en août 2017 et l'autre en septembre 2019 avec des robots inspirés de Star Wars. Certains ensembles sont aussi combinables avec des sets d'autres gammes. Lego Boost reçoit un accueil mitigé de la presse généraliste, qui le trouve amusant et instructif, mais critique la complexité de sa construction ainsi que sa durée de vie peu élevée.

## Présentation

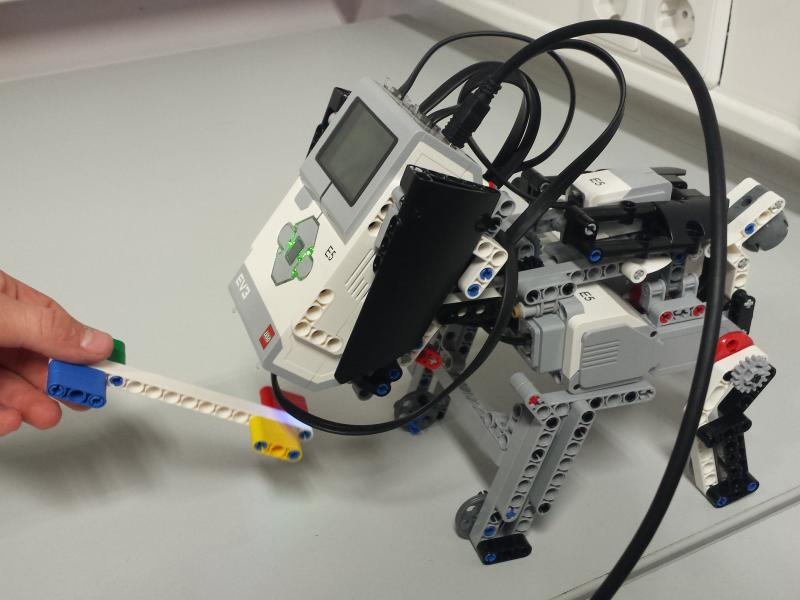
Le robot Mindstorms EV3.

Lego Boost est présenté au grand public en janvier 2017 au salon Consumer Electronics Show de Las Vegas avec un kit de 543 pièces. La gamme fait partie d'une numérisation des productions du Lego Group débutée en 2014, avec la création d'un écosystème numérique. Elle est, selon son constructeur, accessible dès 7 ans grâce à des programmes simples et à un but à la fois divertissant et éducatif, qui permet à l'enfant d'apprendre les bases de programmation informatique et de la robotique en s'amusant. Elle se différencie de Lego Mindstorms, installée sur le marché depuis 1998, qui vise un public d'adolescents et d'adultes, et des modèles WeDo (pl) de la gamme Lego Education, destinés aux écoles primaires.
Les ensembles de Lego Boost utilisent des briques Lego classiques. Il n'existe pas de manuel papier, leur construction ne peut se faire que via une application pour tablettes, qui sert aussi à la programmation. Chaque robot fonctionne grâce à la Hub Bluetooth Move, une brique moteur accompagnée de deux capteurs : un visuel qui détecte distance, couleur et mouvement des objets environnant et un sonore relié à la tablette. Les sons émis par les robots sont diffusés via le haut-parleur de l'appareil connecté.

## Fonctionnement
Les différents programmes que peuvent effectuer les robots sont disponibles via l'application mobile Lego Boost ou celle du projet éducatif Scratch, qui nécessitent une connexion Bluetooth. Les programmes doivent être développés par le joueur. Pour ce faire, ce dernier créé une chaîne de « briques de programmation », chaque brique correspondant à une action en particulier. La lecture de cette chaîne déclenche les actions du robot dans un ordre défini mais aussi des réactions face à certaines conditions suivant leurs paramètres, comme la couleur ou le mouvement d'un objet. Ainsi, si un robot se retrouve face à un gâteau d'anniversaire jaune, il reconnaîtra la couleur jaune et pourra fredonner Joyeux Anniversaire. Il s'agit d'une initiation aux boucles et algorithmes de programmation. Cependant, peu de boucles peuvent être utilisées simultanément, ce qui oblige à créer plusieurs programmes pour des actions complexes, au lieu d'un seul.
La fonction des briques de programmation est définie par une icône et non écrite dessus, ce qui permet aux enfants qui ne savent pas lire de pouvoir utiliser Boost.
Les programmes de bases sont appris au joueur via des missions, qui prennent parfois la forme de tutoriels. Elles lui permettent aussi d'acquérir une meilleure expérience de jeu au fil du temps,. Les programmes créés soi-même, qui ne sont pas proposés par le jeu pour tel ou tel robot, sont réalisables dans une interface spéciale, la Coding Canvas. Le joueur a aussi la possibilité d'associer un robot de sa conception à la Hub Bluetooth Move, avec un mode de jeu appelé Creative Canvas, qui permet d'utiliser des briques de programmation qui ne sont pas celles personnalisées pour les robots classiques.

## Ensembles

### Lego Boost
« Mes premières constructions »
Le Boost de base peut rouler dans toutes les directions possibles, lancer des projectiles, danser, parler grâce à un système d'enregistrement des voix, mais aussi boxer ou pousser un palet de hockey. Le robot chat Frankie ronronne ou boit au biberon et la Guitare 4 000 émet de la musique lorsque l'on fait glisser son manche. Un tracteur aux différentes fonctionnalités, une ligne de production de modèles Lego miniatures ainsi que différents accessoires de jeu sont également constructibles. Pour pouvoir utiliser le Boost, le joueur doit télécharger une application mobile homonyme, disponible sur Windows 10, Android, iOS et Fire. Le set, qui contient environ 847 pièces, est livré avec un tapis de jeu quadrillé, utile pour certaines missions.
Les différentes activités proposées, au nombre de soixante, en plus de l'apprentissage pas à pas du contrôle du jouet, permettent de débloquer de nouvelles briques de programmation — il en existe au maximum cent. Les premières missions font construire au joueur un petit buggy, qui sert de tutoriel avec une programmation très simple. Ce n'est qu'une fois que ces missions sont accomplies que le joueur débloque les instructions de montage des cinq robots. La construction étant longue, elle est entrecoupée de petites missions, où il doit tester les parties déjà construites du robot en leur faisant réaliser différents mouvements.
« Commandant des droïdes »

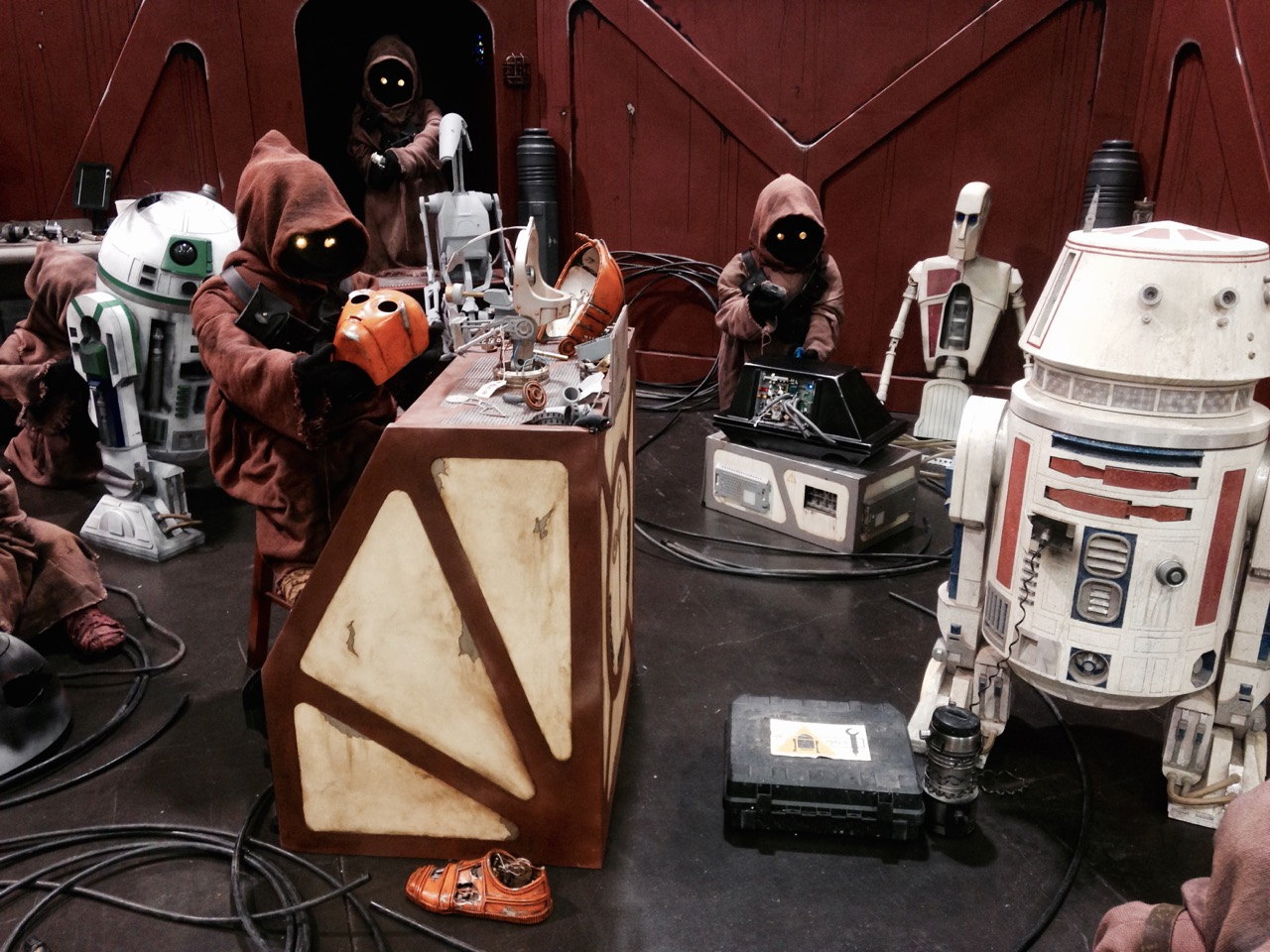
Les Jawas dans leur Sandcrowler. Tout à gauche, un robot semblable à R2-D2 et au fond à droite, le droïde souris.

Le deuxième ensemble, commercialisé à l'occasion de la sortie du film Star Wars, épisode IX : L'Ascension de Skywalker en 2019, contient trois droïdes apparus dans la saga Star Wars : le Gonk, le MSE-6 dit « droïde souris » et R2-D2. Il comprend 1 177 pièces et plusieurs accessoires. Les robots font entre seize et dix-huit centimètres de hauteur et, contrairement au premier set de 2017, ils peuvent être construits séparément.
43 missions sont proposées sur une nouvelle application mobile, Lego Boost Star Wars (Android, iOS, Fire). Elles se déroulent dans différents lieux de l'univers : le joueur commence sur Tatooine, où il est sous les ordres de Luke Skywalker, avant de voyager sur l'Étoile de la mort, Alderaan ou Bespin. Il assiste également à la bataille de Yavin. Une fois toutes les quêtes accomplies, le joueur a accès au vaisseau Sandcrowler des Jawa où il a la possibilité de créer ses propres programmes.
| Nom original     | Nom en français             | No de référence | Date de sortie   | Robots                                                                                    | Nbr de pièces |
| ---------------- | --------------------------- | --------------- | ---------------- | ----------------------------------------------------------------------------------------- | ------------- |
| Creative Toolbox | Mes premières constructions | 17101           | 1er août 2017    | Vernie le robot, Frankie le chat, Guitare 4 000, AutoConstructeur, « Multi-Tool Rover 4 » | 847           |
| Droid Commander  | Commandant des droïdes      | 75253           | 1er juillet 2019 | R2-D2, droïde Gonk, droïde MSE-6 « souris » (Star Wars)                                   | 1177          |

### Combinaisons avec d'autres gammes
Certains ensembles d'autres gammes peuvent être reliés à l'application Boost et, en leur greffant un moteur, bénéficier de fonctionnalités semblables aux sets de la gamme Lego Boost. « Le dragon Stormbringer » de Ninjago, sorti en 2018, est le premier à profiter de cette combinaison. Il peut remuer sa tête et sa queue, produire différents sons, ou tirer des missiles. Il est rapidement suivi de « Le véhicule à chenilles d'exploration » du thème Arctique de City.
| Gamme   | Nom original       | Nom en français                       | No de référence | Date de sortie | Nbr de pièces |
| ------- | ------------------ | ------------------------------------- | --------------- | -------------- | ------------- |
| Ninjago | Stormbringer       | Le dragon Stormbringer                | 70652           | juin 2018      | 493           |
| City    | Arctic Scout Truck | Le véhicule à chenilles d'exploration | 60194           | juillet 2018   | 322           |

## Accueil
Nicolas Six du Monde et Lucie Ronfaut du Figaro, dans leurs critiques du premier modèle, déplorent une phase de construction trop « complexe », malgré des instructions de montage « claires » pour Six,. Steven John de Business Insider et Siddharth Chauhan de TechRadar le décrivent eux comme « génial », félicitant le choix d'une construction par étapes — entrecoupées d'introductions à la programmation — qui permet de motiver les enfants durant la longue construction d'après Chauhan ; pour Avram Piltch, cela « encourage et récompense la découverte ». Dans un article publié sur Tom's Guide, ce dernier écrit que les contrôles de l'outil de programmation sont très simples et amusants, et peuvent même être accessibles aux enfants de moins de sept ans, l'âge recommandé par Lego.
Nicolas Six critique le fait que certains robots ne peuvent être construits en même temps, par manque de pièces, ce qui rend la construction encore plus complexe. À propos du jeu en lui-même, Six et Ronfaut trouvent dommage que les interactions avec le Boost soit limitées, et qu'il n'y ait pas de compatibilité avec d'autres langages de programmation, ce qui abaisse sa durée de vie,.
Pour Le Monde et Le Figaro, il s'agit cependant d'« un bel outil d'apprentissage » et d'un « excellent moyen d'initier » à la programmation, utile aux enfants et jouable à tous âges, malgré le fait que son prix soit élevé,. Un avis que partage Sébastien Gavois de Next INpact et Siddharth Chauhan. Lance Ulanoff de Mashable le présente comme une étape idéale avant les modèles Mindstorms et Hitesh Raj Bhagat d'Economic Times comme un « excellent » moyen d'initier à la programmation et aux disciplines STIM. Le rapport aux STIM (« science, technologie, ingénierie et mathématiques ») est aussi fait par Business Insider, PC Magazine et Engadget,,.
Le second ensemble, est « plutôt bien réussi », avec des robots « pas mal animés », d'après Gregori Pujol du Le Journal du geek. Il déplore le fait qu'il n'existe qu'une brique Hub Bluetooth Move dans le set, ce qui ne permet pas de jouer avec les trois droïdes en même temps, à moins de réaliser des achats supplémentaires. La commande des robots via l'application est décrite comme « très simple ».